# Poštovní štola
Poštovní štola se nachází 6 km jižně od Zlatých Hor v okrese Jeseník. Ministerstvem kultury České republiky byla v roce 1994 prohlášena kulturní památkou ČRa je součástí Zlatohorské hornické naučné stezky.

## Historie
První písemná zmínka je z roku 1513. Poštovní štola dosáhla největšího rozvoje důlní činnosti ve druhé polovině 17. století, kdy byly těženy kyzovité měděné rudy a později pyrit. Těžba byla prováděna terasovitým hloubením. Skála byla rozrušována tzv. sázením ohně a následně odsekávána pomocí mlátku a želízka.
Ze zprávy z let 1650–1653, kdy byly doly prohlédnuty, se uvádí těžba vody k výrobě vitriolu a měděné rudy. Štola Kupferzeche, později svatá Trojice nyní Poštovní štola, byla dobývána v letech 1653–1678. V letech 1754–1756 byla otevřena nově vzniklým těžířstvem. V letech 1870–1878 hrabě Larisch těžil pyrit. V šedesátých a sedmdesátých letech 20. století byla štola součásti revíru Zlaté Hory–Východ. Z této lokality byly v období 1988–1992 těženy polymetalické Pb-Zn rudy. Ve Zlatých Horách byla těžba ukončena v roce 1993.
V podzemí jsou dochovány části ručně sekaných chodeb a komínů z nejstarších období, těžební komory se zbytky těžebního zařízení z 18. století (původní vodotěžní zařízení ze dřeva, dřevěné potrubí a žlaby). Část zařízení bylo převezeno do muzea v Bruntálu. Mezi zajímavosti podzemí patří modrá alofánová výzdoba. Významné jsou kamenné zakládky dosahující až 5 m a sklad dřeva, které je částečně inkrustováno minerálními roztoky. 
V roce 2012 město odkoupilo od státního podniku Diamo pozemky za 300 000 Kč. Celkový rozsah chodeb je asi 180 km. Pro veřejnost bylo dne 16. června 2015 zpřístupněno asi 250 m chodeb (500m okruh). Následoval další archeologický průzkum a práce na zpřístupnění dalších částí podzemí. V roce 2016 byla vyrobena replika vodotěžného zařízení a zpřístupněno na 500 m chodeb, prohlídka trvala 2,5 hodin. Přístup do štoly je ze silnice z Heřmanovic do Zlatých hor.